# 무나르베크 세이트베크 울루
무나르베크 세이트베크 울루(키르기스어: Мунарбек Сейитбек уулу, 1996년 1월 1일~)는 키르기스스탄의 권투 선수로 2024년 하계 올림픽 페더급 종목에서 은메달을 획득했다. 또한 세계 선수권 대회에서 동메달 1개를 획득했다.

## 경력
1996년 오시에서 태어났다. 8세 때인 2004년에 권투를 시작했으며 오시 대학교 체육문화학부를 졸업했다.
2017년에 처음으로 키르기스스탄 국가대표로 발탁되었으며 2018년 9월 러시아 옐리스타에서 열린 세계 대학 선수권 대회에서 동메달을 획득했다.
2023년 5월 우즈베키스탄 타슈켄트에서 열린 2023년 세계 선수권 대회에 참가하여 타지키스탄의 아스로르 보이호프를 꺾고 준결승에 진출했다. 그는 준결승에서는 우즈베키스탄의 아브두말리크 할로코프에게 패하여 동메달을 획득했다. 같은 해 9월에는 중국 항저우에서 열린 2022년 아시안 게임에 참가하였으며 16강전에서 필리핀의 카를로 팔람에게 패하여 탈락했다.
2024년 7월 프랑스 파리에서 열린 2024년 하계 올림픽에 키르기스스탄 국가대표로 참가했으며 쿠바의 사이델 오르타, 마국의 저말 하비, 불가리아의 하비에르 이바녜스를 꺾고 결승 진출에 성공했다. 결승전에서는 2023년 세계 선수권 대회 준결승 상대인 할로코프와 경기를 가졌다. 그는 할로코프에게 5-0으로 패하여 은메달을 획득했으며 키르기스스탄 최초의 올림픽 복싱 메달리스트가 되었다.